# The Shock of the Lightning
«The Shock Of The Lightning» es una canción compuesta y escrita por Noel Gallagher, guitarrista de la banda de rock Inglesa Oasis, perteneciente al séptimo y último álbum de estudio de la banda, Dig Out Your Soul. La canción es el primer sencillo del disco y fue lanzado el 29 de septiembre de 2008. Fue transmitida por primera vez el 15 de agosto de 2008 en diversas radios inglesas e irlandesas, incluyendo el programa de Chris Moyles en BBC Radio 1. Chris tuvo el placer de disfrutarla junto a Noel Gallagher ese mismo día.
Noel declaró en la revista NME refiriéndose a la canción: "La escribí deprisa y la grabamos de manera inmediata. Pienso que de alguna manera, "The Shock Of The Lightning" es casi un demo y por ello mantiene toda la energía. Creo que eso es algo importante que decir. La primera vez que grabas algo, siempre es lo mejor en términos de mantener la esencia. Es una versión enormemente mejorada de ‘It's Gettin' Better (Man!!)’" 
Es el primer sencillo de la banda en no tener como lado B una nueva canción; en este caso se trata de un remix de “Falling Down” hecho por The Chemical Brothers, quienes trabajaron con Noel en el pasado.
La canción contiene sobre el final un extracto de “Champagne Supernova” que solo es audible si la pista se reproduce al revés.

## Video musical
El video musical del tema, dirigido por Julian House y Julian Gibbs, fue dado a conocer en la página oficial de la banda el 25 de agosto a las 17:30  (hora de Reino Unido), y fue televisado por primera vez el mismo día, en Channel 4 a las 23:40. El video muestra a Liam cantando en primeros planos mientras que a la banda se la muestra más esporádicamente mediante una técnica de stock footage, que toma como concepto general el arte psicodélico del disco. La primera toma del video muestra las siluetas de las cabezas de los miembros de la banda, haciendo una clara referencia a la tapa del disco recopilatorio de The Rolling Stones del año 1971 Hot Rocks 1964-1971.

## Lista de canciones
CD single (RKIDSCD52), Vinilo de 7" (RKID52)

| N.º  | Título                                       | Duración |  |
| 1.   | «The Shock of The Lightning»                 | 5:05     |  |
| 2.   | «Falling Down» (The Chemical Brothers Remix) | 4:28     |  |
| 9:33 |                                              |          |  |

CD single Japón (SICP 2112)

| N.º   | Título                                               | Duración |  |
| 1.    | «The Shock of The Lightning»                         | 5:05     |  |
| 2.    | «The Shock of The Lightning» (The Jagz Kooner Remix) | 6.41     |  |
| 3.    | «Lord Don't Slow Me Down»                            | 3:19     |  |
| 15:05 |                                                      |          |  |

Vinilo promocional de 12" (RKID52TP)

| N.º  | Título                       | Duración |  |
| 1.   | «The Shock of The Lightning» | 5:05     |  |
| 5:05 |                              |          |  |

CD promocional Reino Unido (RKIDSCD52P)

| N.º  | Título                                       | Duración |  |
| 1.   | «The Shock of The Lightning» (Radio Edit)    | 4:15     |  |
| 2.   | «Falling Down» (The Chemical Brothers Remix) | 4:28     |  |
| 8:43 |                                              |          |  |

CD promocional Estados Unidos (PRO-CDR-515969)

| N.º  | Título                                       | Duración |  |
| 1.   | «The Shock of The Lightning» (Radio Edit)    | 4:11     |  |
| 2.   | «The Shock of The Lightning» (Album Version) | 4:59     |  |
| 9:10 |                                              |          |  |

CD promocional Jagz Kooner Remix (none)

| N.º  | Título                                           | Duración |  |
| 1.   | «The Shock of The Lightning» (Jagz Kooner Remix) | 6:38     |  |
| 6:38 |                                                  |          |  |

CD promocional Primal Scream Remix (GB-QCP-08-00026)

| N.º  | Título                                             | Duración |  |
| 1.   | «The Shock of The Lightning» (Primal Scream Remix) | 4:24     |  |
| 4:24 |                                                    |          |  |

## Posición en las listas
| Lista (2008)                           | Posición |
| -------------------------------------- | -------- |
| UK Singles Chart                       | 3        |
| Irish Singles Chart                    | 12       |
| U.S. Billboard Hot 100                 | 93       |
| U.S. Billboard Hot Modern Rock Tracks  | 12       |
| Billboard European Hot 100 Singles     | 7        |
| Australian ARIA Physical Singles Chart | 24       |
| Japan Hot 100                          | 10       |
| French Singles Chart                   | 38       |
| Canadian Hot 100                       | 51       |
| Swedish Singles Chart                  | 5        |
| German Singles Chart                   | 48       |
| Argentinian Singles Chart              | 91       |
| Dutch Singles Chart                    | 47       |
| Italian Singles Chart                  | 8        |